# Meroleuca nigra
Meroleuca nigra är en fjärilsart som beskrevs av Paul Dognin 1929. Meroleuca nigra ingår i släktet Meroleuca och familjen påfågelsspinnare. Inga underarter finns listade i Catalogue of Life.